# 西園路一段
西園路一段是臺北市萬華區道路之一，前身為艋舺舊街及新店頭街。舊街為昔日媽祖宮前至新店頭街間的街，昔日繁盛僅次於歡慈市街，歷史也久。清代時期，此地多是從事貿易之郊商與大商店聚集之處，日治初期的艋舺警察分署，其原址就是從前的塩館。 

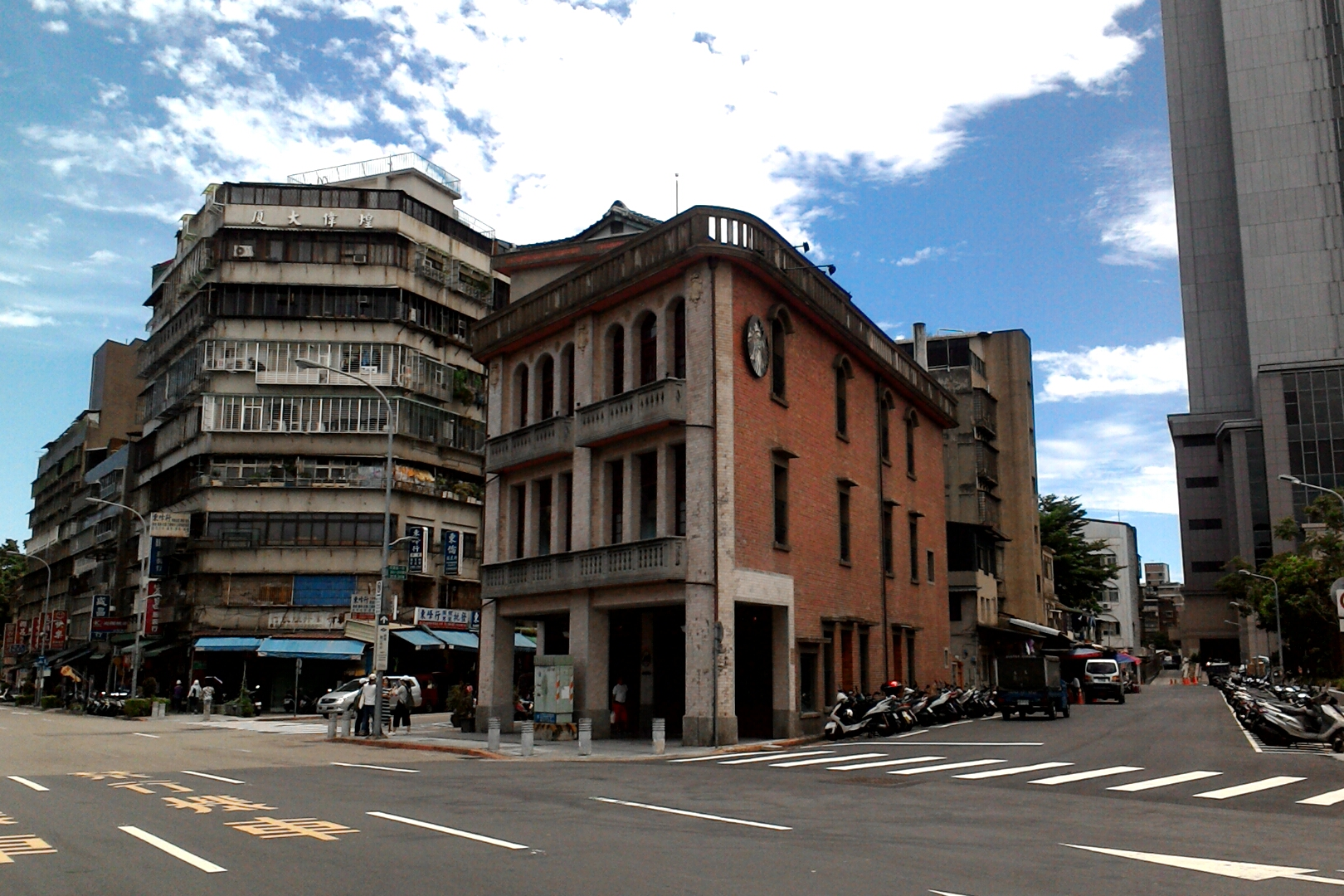
西園路

## 歷史
- 舊街為昔日媽祖宮前至新店頭街間的街，昔日繁盛僅次於歡慈市街，歷史也久。清代時期，此地多是從事貿易之郊商與大商店聚集之處，日治初期的艋舺警察分署，其原址就是從前的塩館。
- 新店頭街為舊街和龍山寺間之南北向的街道，是跟著龍山寺之創建而發展起來的商店街市。